# Bob Lazar
Bob Lazar, all'anagrafe Robert Scott Lazar (Coral Gables, 26 gennaio 1959) è un imprenditore statunitense, figura centrale nella discussione sugli UFO. Lazar dichiarò di aver lavorato presso l'area S-4 del Nevada Test Site (vicino all'Area 51) sotto speciale richiesta di Edward Teller.

## Dischi volanti
In un'intervista, Lazar descrive le strutture dei dischi volanti nei dettagli, dopo averli disegnati precedentemente, e dice che questi "aeromobili" si sostentavano grazie a tre specie di "marmitte pieghevoli", che permetterebbero di scegliere le direzioni di volo, ma paradossalmente dice anche che questi oggetti erano tanto veloci e potenti, quanto instabili. I cosiddetti UFO non sarebbero stati costruiti da umani, in quanto la cabina di pilotaggio era a dimensione di bambino; quindi con questa affermazione Lazar vorrebbe documentare la tesi secondo cui questi mezzi tecnologici sarebbero stati costruiti e pilotati da alieni; inoltre i velivoli non avrebbero presentato punti di saldatura, come se fossero stati interamente formati da un unico pezzo e per di più di un materiale sconosciuto sulla Terra.

## Critiche
Le affermazioni di Lazar sono state pesantemente criticate e giudicate prive di fondamento, sia negli aspetti scientifici, sia in quelli che riguardano la sua biografia.
Per il primo aspetto, diversi fisici, tra cui David L. Morgan, e Stanton T. Friedman (sostenitore dell'ufologia), affermano che Lazar non possiede una padronanza della fisica nemmeno a livello concettuale, dimostrando scarsa padronanza della terminologia e delle distinzioni basilari di significato dei concetti fisici, facendo confusione ad esempio tra gravità, onde gravitazionali e onde elettromagnetiche, ma anche tra materia e massa. Dimostra inoltre di non comprendere il concetto di gravità e i suoi effetti, e tanto meno la descrizione che ne dà la relatività generale. Lo stesso accade per le descrizioni dei meccanismi nucleari e subnucleari e quelli riguardanti l'evoluzione stellare.
Rispetto ai dati anagrafici, il nome di Lazar è stato rinvenuto negli archivi del Los Angeles Pierce College e classificato tra gli alunni con i risultati peggiori. Inoltre è registrato presso il college in un periodo in cui egli stesso sostiene stesse seguendo i corsi presso il Massachusetts Institute of Technology a 4000 km di distanza.
Presso questa università e il California Institute of Technology, che Lazar sostiene di aver frequentato con successo, non risulta alcuna registrazione, alcuna affiliazione ad organizzazioni studentesche, alcun articolo, o un'indispensabile tesi, né lo stesso è stato in grado di indicare il nome di qualche professore di cui avrebbe seguito i corsi.
Il nome di Lazar è stato trovato nelle rubriche telefoniche dei Los Alamos National Laboratory (per conto dei quali affermò di lavorare nel Nevada Test Site), associato al nome di un dipendente, Kirk Meier, indicando che Lazar ha lavorato per quest'ultimo, non per il Los Alamos National Laboratory, inoltre, essendo stato tenutario di una casa di tolleranza, non avrebbe potuto ottenere un permesso di alta sicurezza.
Negli anni ottanta Lazar ha dichiarato bancarotta per una somma di 300000 $, registrandosi come montatore di film.

## United Nuclear
Lazar ha fondato la United Nuclear, una società che fornisce materiali da laboratorio, soprattutto campioni di elementi radioattivi, magneti, aerogel, e sostanze chimiche.
La rivista statunitense Wired  afferma che nel 2003 Lazar, sua moglie e un suo socio sono stati arrestati per la vendita di materiali esplosivi pericolosi e successivamente condannati nel 2006.
Dopo la festività del 4 luglio, la Commissione per la sicurezza dei prodotti di consumo (CPSC) degli Stati Uniti ha annunciato un altro successo nel suo programma di controllo dei fuochi d'artificio, volto a ridurre i decessi e i feriti tra i consumatori causati da fuochi d'artificio illegali.
In occasione della sentenza odierna, la United Nuclear Scientific Supplies LLC, di Edgewood, New Mexico, fondata e gestita da Robert Lazar, è stata multata di 7.500 dollari e condannata a tre anni di libertà vigilata. L'azienda ha violato la legge federale che vieta la vendita di sostanze chimiche e componenti utilizzati per la produzione di fuochi d'artificio illegali.
"Questa sentenza è una vittoria per la sicurezza dei consumatori", ha dichiarato Nancy Nord, presidente ad interim della CPSC. "Chiudendo le attività illegali di United Nuclear e ottenendo un'importante vittoria in tribunale contro Firefox Enterprises e i suoi proprietari a maggio, la CPSC dimostra il nostro impegno a tenere i fuochi d'artificio illegali fuori dal mercato e a prevenire gravi danni ai consumatori".
Il giudice capo statunitense Lorenzo F. Garcia del Distretto del New Mexico ha emesso la sentenza dopo che la United Nuclear si è dichiarata colpevole di tre capi d'imputazione per introduzione nel commercio interstatale e favoreggiamento dell'introduzione nel commercio interstatale di sostanze pericolose vietate. L'azienda vendeva le sostanze chimiche e i componenti utilizzati per produrre fuochi d'artificio illegali, come gli M-80 e i quarter stick, vietati ai sensi del Federal Hazardous Substances Act e delle normative CPSC.
Anche la United Nuclear, il suo direttore, Robert Lazar, e il contabile Joy White, hanno stipulato undecreto di consensoche limita permanentemente la quantità di future vendite di prodotti chimici per fuochi d'artificio e vieta la vendita di micce, tubi e terminali. Il decreto ha inoltre imposto la distruzione delle rimanenti scorte di componenti e di prodotti chimici specifici dell'azienda.
Il caso è stato portato avanti dall'Ufficio per il contenzioso dei consumatori del Dipartimento di Giustizia degli Stati Uniti e dall'ufficio del procuratore degli Stati Uniti per il distretto del New Mexico. 
https://www.cpsc.gov/Newsroom/News-Releases/2007/New-Mexico-Company-Fined-Ordered-To-Stop-Selling-Illegal-Fireworks-Components